# 阮逈
阮逈（越南语：／；1879年—？年），越南阮朝官員。

## 生平
阮逈是河靜省德壽府干祿縣度遼總碣石社（今屬河靜省干祿縣清祿社）人，儒学家阮文珵的弟弟，嗣德三十二年（1879年）出生。曾任乂安公使座通事。維新三年（1909年），參加乂安場鄉試，考中舉人。次年（1910年），會試中格，庭試考中副榜。後任南壇知縣。